# (18605) Jacqueslaskar
(18605) Jacqueslaskar est un astéroïde de la ceinture principale.

## Description
(18605) Jacqueslaskar est un astéroïde de la ceinture principale. Il fut découvert le 28 janvier 1998 à Caussols par le projet ODAS. Il présente une orbite caractérisée par un demi-grand axe de 2,74 UA, une excentricité de 0,03 et une inclinaison de 3,0° par rapport à l'écliptique.
L'astéroïde est nommé en l'honneur de l'astronome français Jacques Laskar.

## Compléments